# Norma Jean Wright
Norma Jean Wright (Ripley, Tennessee, USA, 1956. július 15.) amerikai énekesnő, a Chic együttes vokalistája, melynek 1977 és 1979 között volt a tagja.

## Élete és munkássága
Norma Jean Wright Tennessee államban született. Kis gyermekkorában az Ohio állambeli Elyriába került, itt különböző iskolákban kezdett el énekelni, és az Ohiói Állami Egyetemen tanult. Wright a rövid életű The Spinners nevű amerikai lány trió együttesben énekelt 1977-ben, majd átigazolt a Chic diszkó csapatba, majd részt vett az első 1978-ban megjelent album munkálataiban is, mint énekesnő, így vele készült el az Everybody Dance és az első Dance, Dance, Dance (Yowsah, Yowsah, Yowsah) című első kimásolt kislemezsiker is.
1978-ban elhagyta a csapatot, és szólókarrierbe kezdett. Első Norma Jean című első és egyben utolsó stúdióalbumáról a Saturday R&B Top 20-as sláger lett, és a 15. helyig jutott. Az album előkészületeiben természetesen Bernard Edward és Nile Rodgers álltak, akik a Bearsville Records kiadónál jelentették meg az énekesnő albumát 1980 januárjában. A második és egyben utolsó kislemezsiker a High Society  a 19. helyig jutott.
Első albuma számos sikeres dalt tartalmazott, úgy mint a  "Sorcerer", "Having a Party", és a "I Like Love." Illetve később a  "Hold Me Lonely Boy" (1979), "Love Attack" (1983), "Shot in the Dark" (1984), és az "Every Bit of This Love" (1985). című dal. 2004-ben az I Like Love hangmintáit a brit Solitaire dance csapat használta fel.
Wright a következő előadóknak volt a háttérénekese: C+C Music Factory, Constina, Randy Crawford, Will Downing, Aretha Franklin, Fantasy, Debbie Gibson, Nelson Rangell, Luther Vandross, Madonna, Sister Sledge, Nick Scotti & Freddie Jackson.

## Diszkográfia
- Norma Jean (1978)